# Escap (entomologia)

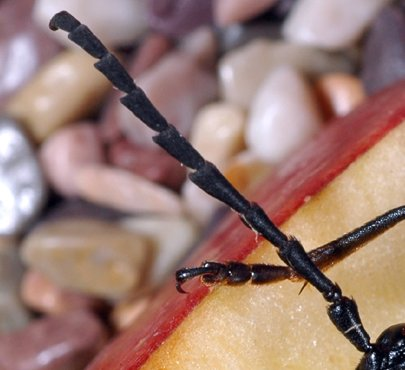
Antena de Leptura emarginata

L'escap és l’articulació proximal de les antenes flagel·lades (anellades), que es troba entre el cap i el pedicel. Sol engrossir-se i conté la musculatura antenal, habitualment el més gros de tots.

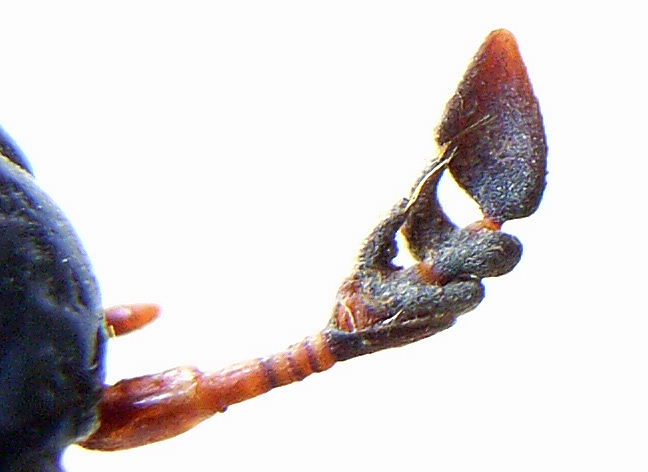
Antena d’Hydrous piceus

A les antenes dels insectes es diferencien tres parts: escap (el primer artell), pedicel (el següent artell, més curt) i el flagel, la resta de l'antena.